# Mossaviktjärnen (Råneå socken, Norrbotten, 736223-176482)
Mossaviktjärnen är en sjö i Bodens kommun i Norrbotten och ingår i Råneälvens huvudavrinningsområde.